# سیارک ۲۲۴۰۵
سیارک ۲۲۴۰۵ (به انگلیسی: 22405 Gavioliremo، نامگذاری:1995OB) بیست و دو هزار و چهارصد و پنجمین سیارک کشف شده‌است که در ۱۹ ژوئیه ۱۹۹۵ کشف شد.